# Peter Thiel
Peter Andreas Thiel ( /t iː l / ⓘ ; rojen 11. oktobra 1967) je ameriški podjetnik, venture kapitalist in politični aktivist.    Thiel je soustanovil PayPal, Palantir Technologies in Founders Fund. Bil je tudi prvi zunanji vlagatelj v Facebook.   Forbes je maja 2025 ocenil neto vrednost Thielove lastnine na 20,8 milijarde ameriških dolarjev, kar ga uvršča na 103. mesto med najbogatejšimi posamezniki na svetu. 
Po diplomi na Univerzi v Stanfordu je Thiel začel svojo kariero kot uradnik pri sodniku Jamesu Larryju Edmondsonu, delal je kot odvetnik za vrednostne papirje pri Sullivan &amp; Cromwell, pisal govore za nekdanjega ameriškega ministra za šolstvo Williama Bennetta in trgoval z izvedenimi finančnimi instrumenti pri Credit Suisse. Leta 1996 je ustanovil podjetje Thiel Capital Management, leta 1998 pa skupaj z Maxom Levchinom in Lukom Nosekom ustanovil PayPal. Do prodaje Paypala eBayu (leta 2002, za 1,5 milijarde dolarjev) je bil glavni izvršni direktor podjetja.
PayPalu je sledil Clarium Capital, globalni makro hedge sklad s sedežem v San Franciscu.  Leta 2003 je ustanovil Palantir Technologies, podjetje za analizo velikih podatkov, in je njegov predsednik od vsega začetka dalje. Leta 2005 je Thiel s sovlagatelji v PayPal ustanovil Founders Fund. Z nakupom 10,2-odstotnega deleža (avgusta 2004, za ceno 500.000 USD) je Thiel je postal prvi zunanji vlagatelj v Facebook. Večino svojih delnic je nato prodal leta 2012 za več kot milijardo dolarjev  in leta 2022 odstopil iz upravnega odbora.  Leta 2010 je soustanovil Valar Ventures, dalje Mithril Capital, bil leta 2012 predsednik investicijskega odbora, od leta 2015 do 2017 pa je bil honorarni partner pri Y Combinatorju.    
Thiel, konservativni libertarec, je obširno daroval ameriškim desničarskim politikom in organizacijam. Leta 2011 je po kontroverznem posredovanju pete nacionalne vlade dobil kontroverzno novozelandsko državljanstvo. Thiel je v državi preživel 12 vse skupaj 12 dni, in to ne vseh 12 naenkrat, kar predstavlja le zanemarljiv del običajnih pogojev za pridobitev državljanstva, namreč 1350 dni.
Thiel prek Fundaciji Thiel podrejenih družb Breakout Labs in Thiel Fellowship financira neprofitne raziskave na področju umetne inteligence, podaljševanja življenja in naseljevanja na morjih. Thiel je leta 2016 potrdil sporočila v javnosti, da je v tožbi Bollea vs Gawker finančno podprl Hulka Hogana. Razlog: Gawker pred tem razkril, da je Thiel gej. Tožba je konec koncev Gawker prisilila v stečaj ustanovitelja Gawkerja Nicka Dentona v bankrot .

## Zgodnje življenje in izobraževanje
Thiel se je rodil 11. oktobra 1967 v Frankfurtu na Majni, očetu Klausu Friedrichu Thielu in njegovi ženi Susanne Thiel.   Družina se je izselila v Združene države Amerike, ko je bil Peter star eno leto, in živela v Clevelandu v Ohiu, kjer je njegov oče delal kot kemijski inženir.  Klaus je delal za različna rudarska podjetja, kar je za Thiela in njegovega mlajšega brata Patricka Michaela Thiela pomenilo šolanje na poti.  Thielova mati je prevzela ameriško državljanstvo, njeg ov oče pa ne.  Tudi Thiel sam je prevzel tekom let ameriško državljanstvo. 
Preden se je leta 1977 naselila v Foster Cityju v Kaliforniji, je družina Thiel živela v Južni Afriki in Jugozahodni Afriki (današnji Namibiji). Peter je šel skozi sedem osnovnih šol. Obiskoval je nemško šolo v Swakopmundu, kjer so šolarji morali nositi zahtevala uniforme in kjer so otroke še vedno tolkli za kazen z ravnilom po dlaneh. Ta izkušnja je v njem vzbudila odpor do uniform in discipline, kar se je kasneje zrcalilo v njegovi podpori individualizmu in libertarizmu.   Nemška skupnost v Swakopmundu, kjer je Thiel odraščal, je bila takrat znana po nenehnem poveličevanju nacizma.  
Thiel je rad igral Dungeons & Dragons in navdušeno bral znanstveno fantastiko; med njegovimi najljubšimi avtorji pa sta bila Isaac Asimov in Robert A. Heinlein. Oboževal je dela JRR Tolkiena in se že odrasel spominjal, odrasel trdi, da je Gospodarja prstanov prebral več kot desetkrat.  Thiel je ustanovil šest podjetij z imeni, ki izvirajo iz del Tolkiena: Palantir Technologies, Valar Ventures, Mithril Capital, Lembas LLC, Rivendell LLC in Arda Capital.
Thiel je blestel v matematiki in dosegel prvo mesto na kalifornijskem tekmovanju iz matematike, medtem ko je obiskoval srednjo šolo Bowditch v Foster Cityju.  Na srednji šoli San Mateo je bral Ayn Rand in občudoval optimizem in antikomunizem takratnega predsednika Ronalda Reagana. Leta 1985 je bil odlikovan z nagrado, da ob slovesu njegovega maturantskega razreda ima poslovilni govor.  
Thiel je študiral filozofijo na Univerzi Stanford. Prestop iz programa » Zahodna kultura « na Stanfordu v kurz »Kultura, ideje in vrednote«, ki je obravnaval raznolikost in multikulturalizem, je Thiela leta 1987 spodbudil k soustanovitvi konservativnega in libertarnega časopisa The Stanford Review. Časopis je financiral Irving Kristol.  Thiel je bil do diplome leta 1989 prvi glavni urednik časopisa The Stanford Review. Ostal je v stiku s časopisom, se posvetoval z osebjem, ga podpiral finančno in diplomantom zagotavljal prakse ali zaposlitve pri svojih poznanjih. 
Thiel se je vpisal na Pravno fakulteto Stanford in leta 1992 doktoriral iz prava.  Med študijem na Stanfordu je Thiel spoznal Renéja Girarda, čigar mimetična teorija je vplivala nanj.   V Girardovo čast je ustanovil projekt Imitatio (del filantropske fundacije Thiel), katerega cilj je "podpirati raziskave, izobraževanje in publikacije, ki temeljijo na mimetični teoriji Renéja Girarda".  Thiel je izrazil upanje, da bo človeštvo do leta 2100 njegovega učitelja prepoznalo kot enega največjih intelektualcev 21. stoletja. 

## Kariera

### Zgodnja kariera
Po diplomi na Pravni fakulteti Stanford je Thiel delal kot pripravnik pri sodniku Jamesu Larryju Edmondsonu na Prizivnem sodišču Združenih držav Amerike za 11. okrožje, nato pa kot odvetnik za vrednostne papirje pri odvetniški pisarni Sullivan &amp; Cromwell v New Yorku. Odvetniško pisarno je zapustil v manj kot enem letu.  Nato se je leta 1993 zaposlil pri Credit Suisse, kjer je trgoval z derivati na valute. Poleg tega je pisal govore za nekdanjega ameriškega ministra za šolstvo Williama Bennetta. Leta 1996 se je vrnil v Kalifornijo. 
Povratek k zalivu San Francisco v času dot-net razcveta je Thiel polno izkoristil. S finančno podporo prijateljev in družine je zbral milijon dolarjev za novo podjetje Thiel Capital Management in se podal na pot venture kapitala. Na začetku je doživel neuspeh, ko je vložil 100.000 dolarjev v projekt spletnega koledarja svojega prijatelja Luka Noseka. Kmalu zatem mu je prijatelj Noseka Max Levchin predstavil svojo idejo o podjetju za področje kriptografije, iz katere se je rodil 1998 njun prvi podvig z imenom Fieldlink (kasneje preimenovan v Confinity).  

### PayPal
Ob delu s Confinity je Thiel spoznal, da bi bili sposobni razviti programsko opremo, ki bi premoščala vrzel pri spletnih plačilih. Čeprav so kreditne kartice in rastoče omrežje bankomatov potrošniku omogočile vse več možnosti plačila, na prodajnih mestih mestih ni bilo vedno na voljo potrebne strojne opreme za obdelavo kreditnih kartic. Zato so potrošniki bili primorani plačevati z gotovino ali čekom. Thiel je želel za udobje in varnost potrošnika ustvariti nekakšno digitalno denarnico, ki bi na digitalnih napravah šifrirala podatke. Confinity je leta 1999 predstavil PayPal. 

PayPal je obljubil, da bo odprl nove možnosti za ravnanje z denarjem. Thiel je poslanstvo Paypala videl kot korak, ki bo osvobodil ljudi pred erozijo vrednosti njihovih valut zaradi inflacije. Thiel je leta 1999 dejal: 
Vsekakor smo na pravi poti. Potreba, na katero se PayPal odziva, je ogromna. Vsakdo na svetu potrebuje denar – za plačilo, za trgovanje, za življenje. Papirnati denar je starodavna tehnologija in neprijetno plačilno sredstvo. Lahko ga zmanjka. Lahko se izrabi. Lahko se izgubi ali se ga ukrade. V enaindvajsetem stoletju ljudje potrebujejo obliko denarja, ki je bolj priročna in varna, nekaj, do česar imajo dostop kjerkoli z osebnim digitalnim pomočnikom ali internetno povezavo. Seveda bo tisto, kar imenujemo "priročno" za ameriške uporabnike, revolucionarno za države v razvoju. Vlade mnogih teh držav se s svojimi valutami igrajo hitro in ohlapno. Da bi okradle svoje državljane, izkoriščajo inflacijo in včasih tudi obsežne devalvacije valut, kot smo jih videli v Rusiji in več državah jugovzhodne Azije lani (govorimo o ruski finančni krizi leta 1998 in azijski finančni krizi leta 1997). Večina navadnih ljudi tam nikoli ni imela priložnosti odpreti račun v tujini ali dobiti v roke kaj več kot le nekaj bankovcev stabilne valute, kot so ameriški dolarji. Sčasoma bo PayPal to lahko spremenil. V prihodnosti, ko bomo našo storitev razširili na dežele zunaj ZDA in ko se bo internet še naprej širi na vse ekonomske sloje ljudi, bo PayPal državljanom po vsem svetu omogočil večji neposreden nadzor nad njihovo valuto kot kdaj koli prej. Skoraj nemogoče bo, da bi skorumpirane vlade kradle bogastvo svojim ljudem na stare načine, saj bodo ljudje, če pride do tega, prešli na dolarje, funte ali jene, s čimer bodo ničvredno lokalno valuto dejansko zamenjali za nekaj varnejšega. 
Thiel je ostal izvršni direktor podjetja do prodaje.  Njegov 3,7-odstotni delež v podjetju je bil v času prevzema vreden 55 milijonov dolarjev.  V krogih Silicijeve doline Thiela pogovorno imenujejo "Don PayPal mafije ". 

### Clarium Capital
Thiel je 10 milijonov dolarjev izkupička porabil za ustanovitev Clarium Capital Management, globalnega makro hedge sklada, ki se osredotoča na usmerjene in likvidne instrumente v valutah, obrestnih merah, surovinah in delnicah.  Thiel je izjavil, da je bila »velika makroekonomska ideja, ki smo jo imeli pri Clariumu – idée fixe – teorija o vrhuncu nafte, po kateri svetu zmanjkuje nafte brez enostavnih alternativ.«  .  
Vendar je Clarium leta 2006 končal s 7,8-odstotno izgubo. Po tem si je podjetje prizadevalo dolgoročno ustvariti dobiček z analizo petro-dolarja, po kateri se bliža padec v zalogah nafte.  Sredstva podjetja Clarium so z 40,3-odstotnega donosom leta 2007 zrasla na več kot 7 milijard dolarjev v prvem četrtletju 2008, vendar so se tekom leta 2008 in kasneje v  2009 zaradi razpada  finančnih trgov skrčila   Do leta 2011 so se številni ključni vlagatelji umaknili, kar je vrednost podjetja Clarium skrčilo na 350 milijonov dolarjev, od tega dve tretjini na Thielov račun. 

### Palantir
Maja 2003 je Thiel ustanovil Palantir Technologies, podjetje za analizo velikih količin podatkov, ki ga je imenoval po Tolkienovem artefaktu.  Od leta 2022 dalje je njegov predsednik.   Thiel je izjavil, da je ideja za podjetje izvirala iz ideje, da bi »metode, ki jih je PayPal uporabil za boj proti goljufijam, lahko razširili na druge kontekste, kot je boj proti terorizmu«. Izjavil je tudi, da se je po napadih 11. septembra v Združenih državah Amerike razprava vrtela okoli tega, »ali bomo imeli več varnosti z manj zasebnosti ali manj varnosti z več zasebnosti?«. Palantir si je zamislil kot ponudnika storitev na področju  rudarjenja podatkov, namenjenih vladnim obveščevalnim agencijam, ki bi bile čim bolj nevsiljive in sledljive.  .
Prvi podpornik Palantirja je bila oddelek za  tvegani kapital Centralne obveščevalne agencije , In-Q-Tel. Podjetje je vztrajno raslo in je bilo leta 2015 ocenjeno na 20 milijard dolarjev, s Thielom kot največjim delničarjem.  . 
Po besedah Geoffa Shullenbergerja (generalnega direktorja podjetja Compact) in Moire Weigel (docentke za primerjalno književnost na Harvardu) sta Peter Thiel in Alex Karp Palantir zgradila na temeljih njunega razumevanja Lea Straussa in Frankfurtske šole.  

### Facebook
Avgusta 2004 je Thiel v Facebook vložil 500.000 dolarjev kot angelski investicijski partner za 10,2-odstotni delež v podjetju in se pridružil upravnemu odboru Facebooka. To je bila prva zunanja naložba v Facebook, ki je podjetje ocenila na 4,9 milijona dolarjev.   Kot član upravnega odbora Thiel ni bil aktivno vključen v delovanje Facebooka. Pomagal je pri načrtovanju različnih krogov financiranja, Zuckerberg pa je Thielu pripisal zasluge za pomoč pri načrtovanju Facebookove serije D leta 2007, ki se je zaključila pred finančno krizo leta 2008. . 
David Kirkpatrick v svoji knjigi Učinek Facebooka opisuje, kako je Thiel prišel do te naložbe: Soustanovitelj Napsterja Sean Parker, ki je takrat prevzel naziv "predsednika" Facebooka, je iskal vlagatelje. Parker se je obrnil na Reida Hoffmana, izvršnega direktorja družbenega omrežja LinkedIn. Hoffmanu je bil Facebook všeč, vendar je zavrnil prejem glavnega vlagatelja zaradi morebitnega navzkrižja interesov. Hoffman je zato Parkerja napotil k Thielu, ki ga je poznal še iz časov PayPala. Thiel se je srečal s Parkerjem in očetom Facebooka Marka Zuckerberga. Thiel in Zuckerberg sta se dobro razumela in Thiel se je strinjal, da bo šel na čelo kroga financiranja s 500.000 dolarji za 10,2 % Facebook. Naložba je bila prvotno v obliki konvertibilne obveznice, ki bi se pretvorila v lastniški kapital, če bi Facebook do konca leta 2004 dosegel 1,5 milijona uporabnikov. Čeprav je Facebook za las zgrešil cilj, je Thiel vseeno dovolil pretvorbo posojila v lastniški kapital.  Thiel je o svoji naložbi dejal: »Bil sem zadovoljen, da so sledili svoji prvotni viziji. In to je bilo zelo razumno ovrednotenje. Mislil sem, da bo to precej varna naložba.« 
Septembra 2010 je Thiel, čeprav je izrazil skepticizem glede potenciala rasti v sektorju interneta za potrošnike, izrazil mnenje, da je Facebook (ki je bil takrat na sekundarnem trgu ocenjen na 30 milijard dolarjev) sorazmerno podcenjen.  Prva javna ponudba delnic Facebooka je bila maja 2012 je predpostavila tržno kapitalizacijo skoraj 100 milijard dolarjev (38 dolarjev na delnico); Thiel je prodal 16,8 milijona delnic za 638 milijonov dolarjev.  Avgusta 2012, takoj po koncu prehodnega roka za vlagatelje, je Thiel prodal skoraj ves svoj preostali delež za skupaj več kot milijardo dolarjev.  Ohranil je svoj sedež v upravnem odboru.  Leta 2016 je prodal nekaj manj kot milijon svojih delnic za približno 100 milijonov dolarjev. Novembra 2017 je prodal še 160.805 delnic za 29 milijonov dolarjev.  Aprila 2020 je imel v lasti manj kot 10.000 delnic Facebooka. . 
Thiel je 7. februarja 2022 napovedal, da na letni skupščini delničarjev leta 2022 ne bo ponovno kandidiral za člana upravnega odbora lastnika Facebooka, družbe Meta, in da bo po 17 letih zapustil podjetje in na volitvah v Združenih državah Amerike leta 2022 podprl kandidate, ki podpirajo Donalda Trumpa.  . 
Leta 2005 je Thiel ustanovil Founders Fund, sklad tveganega kapitala s sedežem v San Franciscu.   . Sklad se osredotoča na zagonska podjetja in tehnologijo, ki je povezana z obrambo.  The Economist ugotavlja, da imata Sklad in Thiel osebno zgodovino glede inkubacije zagonskih podjetij, ki so povezana z nacionalno varnostjo. Sklad Palantir, Anduril in novo ustanovljeno jedrsko zagonsko podjetje General Matter vidi kot tri dele trilogije, h kateri upa dodati še druge segmente, med drugim načrt za prenos litografije z ultravijolično svetlobo v ZDA. .  
Business Insider poroča, da ima sklad v Thielovem ožjem krogu (ki dobro pozna milijarderjevo naklonjenost Tolkienovim delom) vzdevek Precious - "Dragoceni" - kar cilja na Sauronov prstan. 
Poleg Facebooka je Thiel v zgodnji fazi investiral v številna zagonska podjetja (osebno ali prek sklada Founders Fund), vključno z Airbnb,  Slide.com,  LinkedIn,  Friendster,  RapLeaf, Geni.com, Yammer, Yelp Inc., Spotify,  Powerset, Practice Fusion, MetaMed, Vator, SpaceX,  IronPort, Votizen, Asana, Big Think, CapLinked, Quora, Nanotronics Imaging, Rypple, TransferWise, Stripe, Block.one,  in AltSchool.  Thiel je podprl tudi DeepMind, britansko zagonsko podjetje, ki ga je Google prevzel v začetku leta 2014 za 400 milijonov funtov. 
Leta 2017 je Founders Fund kupil bitcoine v vrednosti približno 15–20 milijonov dolarjev. Januarja 2018 je podjetje vlagateljem sporočilo, da so zaradi porasta kripto valute njihove naložbe vredne več sto milijonov dolarjev. 
Leta 2017 je bil Thiel eden prvih zunanjih vlagateljev v Clearview AI, zagonsko podjetje za tehnologijo prepoznavanja obrazov, ki je v svetu tehnologije in medijih sprožilo zaskrbljenost zaradi tveganj, da bi ga uporabili kot orožje. 
Prek Valar Ventures, mednarodno usmerjenega podjetja tveganega kapitala  je bil Thiel eden prvih vlagateljev v Xero, programsko podjetje s sedežem na Novi Zelandiji.  Valar Ventures je investiral tudi v novozelandska podjetja Pacific Fibre  in Booktrack. .  

### Mithril Capital
Junija 2012 je z Jimom O'Neillom in Ajayem Royanom ustanovil podjetje Mithril Capital Management, poimenovano po izmišljeni kovini iz Gospodarja prstanov. Za razliko od Clarium Capital se sklad Mithril Capital s 402 milijoni dolarjev ob ustanovitvi osredotoča na podjetja, ki so že zunaj zagonske faze in so pripravljena na rast.  

### Rivada Space Networks
V začetku dvajsetih let 21. stoletja je bavarsko zagonsko podjetje Kleo-Connect uspešno razvilo zelo napredno satelitsko tehnologijo, ki velja za veliko bolj primerno za vladno in vojaško uporabo kot pa Starlink, ki je bil prvotno zasnovan le za civilno uporabo. Vendar se je balo, da bo tehnologija prek kitajskih vlagateljev (ki so v zagonsko podjetje vlagali od leta 2018) prišla v roke PLA. Zato je nemška vlada prepovedala prodajo podjetja Kitajski, vendar je 144 tožb po vsem svetu odvrnilo vlagatelje od pomoči podjetju pri širitvi konstelacije. Ustanovitelji so se odločili, da bodo pritegnili "najvišje konservativne kroge" ZDA (kar je leta 2022 privedlo do ustanovitve podjetja Rivada Space Networks, ki je svoje osebje črpalo predvsem iz Kleo-Connecta), med katerimi je kot vlagatelj in lobist sodeloval Karl Rove, nekdanji ameriški državni varnostnik Mike Pompeo pa se je pridružil upravnemu odboru matičnega podjetja v ZDA, skupaj z drugimi, kot so Richard Myers, Jeb Bush, James Loy, Lord Guthrie in demokrat Martin O'Malley. Predsednik uprave podjetja Rivada Networks, Declan Ganley, še posebej poudarja moč Thielovega imena (čigar udeležba v podjetju ostaja nerazkrita) pri pogajanjih z vlagatelji.   Med vlagatelji je tudi ameriško ministrstvo za obrambo.  Za podjetje naj bi lobiral tudi Newt Gingrich.  Do leta 2025 se je "politično povezano podjetje" že razširilo na 33 držav in zbralo 16 milijard dolarjev naložb, kljub temu da še ni izstrelilo svojih satelitov (namestitev naj bi se začela leta 2027, prvi testi pa leta 2026).   Thiel naj bi pomagal pri razvoju podjetja, zlasti v zvezi z njegovimi pravnimi bitkami.    

## Tožba proti Gawkerju
Maja 2016 je Thiel v intervjuju za The New York Times potrdil, da je plačal 10 milijonov dolarjev sodnih stroškov za financiranje več tožb, ki so jih vložili drugi, vključno s tožbo Terry Bollee ( Hulk Hogan ) proti Gawker Media zaradi vdora v zasebnost, namernega povzročanja čustvene stiske in kršitve osebnostnih pravic.  Porota je Bollei dosodila 140 milijonov dolarjev, Gawker pa je avgusta 2016 napovedal dokončno zaprtje zaradi tožbe.  Thiel je svojo finančno podporo Bolleinemu primeru označil za eno od "večjih filantropskih stvari, kar jih je storil". 
Thiel je dejal, da ga je tožba proti Gawkerju spodbudila objava članka iz leta 2007, v katerem ga je javno razkril z naslovom »Peter Thiel je popolnoma gej, ljudje«. Thiel je izjavil, da so članki Gawkerja o drugih, vključno z njegovimi prijatelji, »uničili življenja ljudi brez razloga«, in dejal: »Gre manj za maščevanje in bolj za specifično odvračanje.«  V odgovor na kritike, da bi njegovo financiranje tožb proti Gawkerju lahko omejilo svobodo tiska, je Thiel navedel svoje donacije Committee za zaščito novinarjev in izjavil: »Nočem verjeti, da novinarstvo pomeni množične kršitve zasebnosti. O novinarjih imam veliko boljše mnenje. Prav zato, ker spoštujem novinarje, ne verjamem, da jih boj proti Gawkerju ogroža.« 
Thiel je 15. avgusta 2016 v časopisu The New York Times objavil mnenje, v katerem je trdil, da njegova obramba spletne zasebnosti presega okvire revije Gawker.  Poudaril je svojo podporo Zakonu o varstvu intimne zasebnosti in dejal, da imajo športniki in poslovneži pravico, da ostanejo v ozadju, kolikor dolgo želijo. 
V odprtem pismu Thielu po izgubi primera ga je Nick Denton iz Gawkerja obtožil, da jih je "slekel do golega", skupaj z opozorilom: "V naslednji fazi boste tudi vi podvrženi določeni meri transparentnosti. Ne glede na to, kako filantropski so vaši nameni in kako skrbno je načrtovanje, bodo podrobnosti vaše vpletenosti grozljive." 

## Politična stališča in dejavnosti
Leta 1995 sta Thiel in David O. Sacks objavila knjigo Mit o raznolikosti, v kateri sta kritizirala politično korektnost in multikulturalizem v visokem šolstvu. Naslednje leto sta v članku za revijo Stanford Magazine nasprotovala pozitivni diskriminatorni politiki v Združenih državah Amerike, češ da je škodovala, ne pa pomagala "prikrajšanim" in da je vodila do večje segregacije na Univerzi Stanford v imenu "raznolikosti". 
» Straussovski trenutek«, esej, ki ga je Thiel napisal leta 2004, včasih velja za temeljno besedilo v njegovem političnem razmišljanju in je bil predmet intervjuja leta 2019 na Hooverjevem inštitutu. Esej se opira na več mislecev in političnih teoretikov ter trdi, da so napadi 11. septembra pretresli »celoten politični in vojaški okvir devetnajstega in dvajsetega stoletja« in da je bil zato potreben »ponovni pregled temeljev sodobne politike«. 
Thiel je v eseju iz leta 2009 pojasnil, da »ni več verjel, da sta svoboda in demokracija združljivi«, kar je v veliki meri posledica dejstva, da so prejemniki socialne pomoči in ženske na splošno »znano trdi do libertarnih« volivcev. Po njegovih besedah je osredotočil svoja prizadevanja na nove tehnologije (in sicer na kibernetski prostor, kolonizacijo vesolja in na psoseljevanje morja), ki bi lahko ustvarile »nov prostor za svobodo« onkraj trenutne politike.  
V pogovoru s Tylerjem Cowenom leta 2015 je Thiel trdil, da se inovativni preboji dogajajo v računalništvu / IT in ne v fizičnem svetu. Obžaloval je pomanjkanje napredka pri vesoljskih potovanjih, hitrem prometu in medicinskih pripomočkih. Kot vzrok za neskladje je dejal: »Rekel bi, da živimo v svetu, v katerem so atomi regulirani, biti pa ne.« 
Leta 2019 je Thiel Google označil za "izdajalca na prvi pogled" in pozval k vladni preiskavi, pri čemer je navedel Googlovo sodelovanje s Kitajsko. Vprašal je, ali so se v DeepMind ali Googlovo višje vodstvo "infiltrirale" tuje obveščevalne agencije. 
Thiel je član usmerjevalnega odbora skupine Bilderberg,  zasebnega letnega srečanja intelektualcev, političnih voditeljev in poslovnih direktorjev. .  

### Politični aktivizem
Thiel, ki je gej,   je podpiral večinoma konzervativne pobude za pravice gejev, kot sta Ameriška fundacija za enake pravice in GOProud.  Na Homocon 2010 je kot gostujočo govornico povabil konzervativno kolumnistko in prijateljico Ann Coulter.  Coulterjeva je kasneje Thielu posvetila svojo knjigo iz leta 2011, Demonic: How the Liberal Mob Is Endangering America.  Thiel je omenjen v zahvalah Coulterjevega dela ¡Adios, America! : The Left's Plan to Turn Our Country Into a Third World Hellhope.  Leta 2012 je Thiel organizaciji Minnesotans United for All Families doniral 10.000 dolarjev, da bi se boril proti amandmaju Minnesote 1 , ki je predlagal, da se prepove poroke med istospolnimi pari.  
Leta 2009 so poročali, da je Thiel pomagal financirati videoposnetek študenta Jamesa O'Keefeja z naslovom "Taxpayers Clearing House" – satiričen pogled na reševanje Wall Streeta.  O'Keefe je nato produciral videoposnetke tajnih preiskav ACORN ; vendar je Thiel prek svojega tiskovnega predstavnika zanikal vpletenost v preiskavo ACORN. .  
Julija 2012 je Thiel doniral milijon dolarjev organizaciji Klub za rast, fiskalno konzervativni organizaciji 501(c)(4), s čimer je postal njen največji donator.  Klub za rast je konzervativna organizacija, katere agenda se osredotoča na znižanje davkov in druga gospodarska vprašanja..  
Fundacija Thiel podpira Odbor za zaščito novinarjev (CPJ), ki spodbuja pravico novinarjev do svobodnega poročanja o novicah brez strahu pred povračilnimi ukrepi.  Od leta 2008 je Thiel CPJ-ju doniral več kot milijon dolarjev.  Prav tako podpira Fundacijo za človekove pravice, ki organizira Forum o svobodi v Oslu.   Leta 2011 je bil glavni govornik na Forumu o svobodi v Oslu, fundacija Thiel pa je bila eden glavnih sponzorjev dogodka. 
Thiel je pomemben podpornik konservativne mreže Rockbridge, ki je postala mednarodna mreža z azijskimi podružnicami.  Podpira tudi fundacijo Zavezništvo demokracij, ki jo je ustanovil Anders Fogh Rasmussen. .  
Business Insider je poročal, da je Thiel leta 2021 postal informant FBI.  

### Podpora političnim kandidatom
Thiel je član Republikanske stranke.  Prispeva tako k libertarnim kot republikanskim kandidatom in pobudam. Decembra 2007 je Thiel podprl Rona Paula za predsednika na predsedniških volitvah v Združenih državah Amerike leta 2008.  Potem ko Paulu ni uspelo zagotoviti republikanske nominacije, je Thiel prispeval h kampanji Johna McCaina
Leta 2010 je Thiel podprl republikanko Meg Whitman v njeni neuspešni kandidaturi za guvernerko Kalifornije. Za kampanjo Whitman je prispeval najvišji dovoljeni znesek 25.900 dolarjev. .  
Leta 2012 je Thiel skupaj z Nosekom in Scottom Banisterjem podprl Super PAC organizacije Endorse Liberty. Skupaj so organizaciji Endorse Liberty donirali 3,9 milijona dolarjev, katere namen je bil promocija Rona Paula. Do 31. januarja 2012 je organizacija Endorse Liberty poročala, da je za promocijo Paula porabila približno 3,3 milijona dolarjev z vzpostavitvijo dveh kanalov YouTube, nakupom oglasov od Googla, Facebooka in StumbleUpona ter gradnjo prisotnosti na spletu.  Potem ko Paulu na predsedniških volitvah v Združenih državah Amerike leta 2012 ponovno ni uspelo zagotoviti nominacije, je Thiel prispeval k predsedniški listi Mitta Romneyja in Paula Ryana leta 2012 
Thiel je sprva podpiral kampanjo Carly Fiorine med republikanskimi predsedniškimi primarnimi volitvami leta 2016.  Potem ko je Fiorina odstopila, je Thiel podprl Donalda Trumpa in postal eden od kalifornijskih delegatov za Trumpovo nominacijo. Bil je glavni govornik na Republikanski nacionalni konvenciji leta 2016, na kateri je izjavil, da je "ponosen, da je gej", kar so zbrani republikanci pozdravili.   15. oktobra 2016 je Thiel napovedal donacijo v višini 1,25 milijona dolarjev v podporo predsedniški kampanji Donalda Trumpa leta 2016. .  
Thiel je za The New York Times izjavil: »Dolgo časa mu nisem dal denarja, ker se mi ni zdelo pomembno, nato pa me je kampanja prosila, naj to storim.«  Po Trumpovi zmagi je bil Thiel imenovan v izvršni odbor prehodne ekipe novoizvoljenega predsednika.  Julija 2018 je Trumpovemu odboru za zmago doniral 250.000 dolarjev v podporo Republikanskemu nacionalnemu odboru med vmesnimi volitvami leta 2018 in Trumpovo kampanjo za ponovno izvolitev leta 2020. 
Do februarja 2022 je bil Thiel eden največjih donatorjev republikanskih kandidatov v volilni kampanji leta 2022 z več kot 20,4 milijona dolarjev prispevkov. Podprl je 16 senatorskih in kongresnih kandidatov, od katerih jih je več zagovarjalo lažno tezo, da je na volitvah leta 2020 prišlo do znatnih volilnih goljufij. Dva od omenjenih senatorskih kandidatov (Blake Masters - ki je izgubil na volitvah - in kasneje podpredsednik ZDA JD Vance) sta kot investitorja v tehnologijo prej delala za Thiela. .  
Leta 2023 je Barton Gellman iz časopisa The Atlantic v intervjuju s Thielom zapisal, da je Thiel "izgubil zanimanje za demokracijo" in da "v naslednji predsedniški kampanji ne bi dal denarja nobenemu politiku, tudi Donaldu Trumpu ne".Kot je poročal Reuters, je bil vzrok ne-strinjanje s poudarkom Republikanske stranke na kulturna vprašanjaq.  .  
Thiel ima svoj odbor za politično akcijo, Free Forever, ki je zavezan podpori političnih kandidatov, ki med drugim podpirajo strožji mejni nadzor, restriktivno imigracijsko politiko, sredstva za veterane in proti-intervencionistično zunanjo politiko.   Po podatkih OpenSecrets je bil PAC aktiven le med volilnim ciklom leta 2020 in je podprl le kasnejšo neuspešno kandidaturo generalnega državnega tožilca Kansasa Krisa Kobacha za senat (ki je izgubil na primarnih volitvah) in je skoraj vse svoje prispevke prejel od samega Thiela.   .  

## Filantropija
Večina filantropskih dejavnosti Thiela teče prek fundacije Thiel.  . 

### Raziskave

#### Umetna inteligenca
Leta 2006 je Thiel zagotovil 100.000 dolarjev ustreznih sredstev za podporo donacijski akciji Singularity Challenge Inštituta za umetno inteligenco Singularity (danes znanega kot Raziskovalni inštitut za strojno inteligenco ), neprofitne organizacije, ki spodbuja razvoj prijazne umetne inteligence.  Zagotovil je polovico od 400.000 dolarjev ustreznih sredstev za donacijsko akcijo leta 2007, do leta 2013 pa je fundacija Thiel inštitutu donirala več kot milijon dolarjev.  Poleg tega je govoril na več vrhovih Singularity.    Na vrhu Singularity leta 2009 je dejal, da ga najbolj skrbi, da tehnološka singularnost ne bo prišla dovolj hitro. .  
Decembra 2015 je neprofitno podjetje OpenAI, katerega cilj je varen razvoj umetne inteligence, objavilo, da je Thiel eden od njegovih finančnih podpornikov. 
Septembra 2006 je Thiel napovedal, da bo prek neprofitne fundacije Methuselah Mouse Prize doniral 3,5 milijona dolarjev za spodbujanje raziskav proti staranju.   Za svojo obljubo je navedel naslednje razloge: »Hiter napredek v biološki znanosti napoveduje zakladnico odkritij v tem stoletju, vključno z dramatično izboljšanim zdravjem in dolgoživostjo za vse. Podpiram dr. [Aubreyja] de Greya, ker verjamem, da bo njegov revolucionarni pristop k raziskavam staranja pospešil ta proces in mnogim ljudem, ki danes živijo, omogočil, da uživajo radikalno daljše in bolj zdravo življenje zase in za svoje bližnje.« Do februarja 2017 je fundaciji doniral več kot 7 milijonov dolarjev. 
Ko ga je moderator panelne razprave na konferenci Venture Alpha West 2014 vprašal: "Kaj je vaš največji dosežek, ki ga še niste dosegli?", je Thiel odgovoril, da si želi napredka v raziskavah proti staranju.  Thiel je tudi povedal, da je registriran za krionsko konzervacijo, kar pomeni, da bi bil v primeru pravne smrti podvržen konzervaciji pri nizki temperaturi v upanju, da bi ga prihodnja medicinska tehnologija lahko uspešno oživila, in da je registriran pri fundaciji Alcor Life Extension Foundation. 
Thiel je izrazil zanimanje za znanost parabioze, vključno s transfuzijo mlade krvi zaradi potencialnih koristi za zdravje.   V intervjuju za Inc. leta 2016 je dejal, da je tehnologija dokazano delovala na miših, preden so jo po petdesetih letih prejšnjega stoletja iz zagonetnih razlogov opustili.  Isti članek Inc. je poročal, da je medicinski direktor Thiel Capitala Jason Camm bil v stiku z zagonskim podjetjem za s transfuzijo Ambrosia,  vendar pa je  njegov ustanovitelj Jesse Karmazin v članku za TechCrunch leta 2017 izjavil, da jih Thiel ali Thiel Capital nista nikoli kontaktirala.  V članku za Jacobin leta 2022 Ben Burgis zgodbo o transfuziji krvi označuje kot del Thielovega namernega poskusa, da se prikaže kot "zlobni genij". 

#### Seljenje na morje
15. aprila 2008 je Thiel novo ustanovljenemu neprofitnemu inštitutu Seasteading Institute , ki ga vodi Patri Friedman in katerega poslanstvo je »vzpostaviti trajne, avtonomne oceanske skupnosti, ki bodo omogočile eksperimentiranje in inovacije z različnimi družbenimi, političnimi in pravnimi sistemi«.   Na eni od konferenc inštituta je seasteading opisal kot »eno redkih tehnoloških mej, ki obljublja ustvarjanje novega prostora za človeško svobodo«.  Leta 2011 je Thiel inštitutu Seasteading Institute podaril 1,25 milijona dolarjev,   vendar je istega leta izstopil iz njegovega upravnega odbora.  V intervjuju za The New York Times leta 2017 je Thiel dejal, da te vrste naselitve »z inženirskega vidika niso povsem izvedljive« in »so še vedno zelo daleč v prihodnosti«.  

### Thielova štipendija
Thiel je 29. septembra 2010 ustanovil Thielovo štipendijo, ki vsako leto podeli 100.000 dolarjev 20 ljudem, mlajšim od 23 let, da bi jih spodbudila k opustitvi študija in ustvarjanju lastnih podvigov.    Po Thielovih besedah je za mnoge mlade šolanje pot, ki jo morajo ubrati, ko ne vedo, kaj bi počeli s svojim življenjem:  
Čutim se zaradi tega zelo krivega; ne veš, kaj bi s svojim življenjem, pa se odločiš za študij; potem spet ne veš, kaj boš počel s svojo univerzitetno diplomo, zato se odločiš za podiplomski študij. V mojem primeru je bila to pravna fakulteta, kar je običajna odločitev, ki jo človek naredi, ko nima pojma, kaj bi drugega počel. Ni mi posebno žal, ampak če bi moral vse ponoviti, bi poskušal več razmišljati o svoji prihodnosti Študentskega dolga se ne moreš znebiti, tudi če greš v osebni bankrot, gre skoraj za dosmrtno suženjstvo, za skoraj pogodbeno podrejenost, na katero si priklenjen do konca življenja.  

### Prebojna podjetja
Novembra 2011 je fundacija Thiel napovedala ustanovitev programa Breakout Labs, programa za dodeljevanje nepovratnih sredstev, katerega namen je »zapolniti vrzel v financiranju inovativnih raziskav zunaj meja akademske ustanove, velike korporacije ali vlade«.   Ponuja nepovratna sredstva do 350.000 dolarjev zagonskim podjetjem, osredotočenim na znanost, »brez kakršnih koli obveznosti«.   Aprila 2012 je Breakout Labs objavil prve prejemnike nepovratnih sredstev.   Skupno je financiranje prejelo 12 zagonskih podjetij v skupni višini 4,5 milijona dolarjev.  Eno prvih podjetij, ki je prejelo financiranje od Breakout Labs, je bila platforma za slikanje tkiv 3Scan.  Organizacija se zdaj preimenuje v Breakout Ventures. 

### Drugo
Leta 2011 je Thiel daroval milijon novozelandskih dolarjev v sklad za pomoč žrtvam potresa v Christchurchu. 

## Osebno življenje
Thiel se je oktobra 2017 na Dunaju v Avstriji poročil s svojim dolgoletnim partnerjem Mattom Danzeisenom.  Danzeisen je svojo kariero začel kot investicijski bankir pri Bank of America Securities.  Do leta 2007, ko sta se dobivala, je bil Danzeisen podpredsednik podjetja BlackRock. Do leta 2021 je bil predsednik upravnega odbora Bridgetown 1 in Bridgetown 2, ki ju sponzorirata Thiel Capital in Richard Lijeva skupina Pacific Century Group. Sam Altman je bil tudi član upravnega odbora.   Sodeluje tudi v drugih Thielovih podjetjih, ki so povezana z družino Li Ka-shinga (očeta Richarda Lija), kot je EUM s sedežem na Malti.  Danzeisen dela kot vodja zasebnih naložb pri Thiel Capital, s poudarkom predvsem na Severni Ameriki in Aziji.   Thiel in Danzeisen imata dve hčerki, stari 5 in 3 leta (od junija 2024), ki ju je rodila nadomestna mati.  

### Verski pogledi
Thiel se opisuje kot kristjan in promotor krščanske antropologije Renéja Girarda.  Odraščal je v evangeličanski družini, vendar je od leta 2011 svoja verska prepričanja opisal kot "nekoliko heterodoksna" in izjavil: "Verjamem, da je krščanstvo resnično, vendar ne čutim neke prepričljive potrebe, da bi o tem prepričeval druge ljudi."  Thiel je sodeloval na dogodkih foruma Veritas z znanim teologom N. T. Wrightom, kjer je razpravljal o religiji, politiki in tehnologiji.  
Med svojim študijem na Univerzi Stanford se je Thiel udeležil predavanja Renéja Girarda. Girard, katoličan, je pojasnil vlogo žrtvovanja in mehanizma grešnega kozla pri reševanju družbenih konfliktov, kar je Thiela pritegnilo, saj je ponujalo osnovo za njegovo krščansko vero brez fundamentalizma njegovih staršev. 

### Šah
Thiel je začel igrati šah pri šestih letih  in je bil nekoč eden najboljših mladinskih igralcev v Združenih državah Amerike.    Ima naziv življenjskega mojstra,   vendar ni tekmoval od leta 2003.  30. novembra 2016 je Thiel naredil ceremonialno prvo potezo v prvi partiji tie-breaka svetovnega šahovskega prvenstva 2016 med Sergejem Karjakinom in Magnusom Carlsenom.   .  

### Pojavljanje v medijih
Thiel občasno komentira na CNBC, saj je nastopil v oddaji Closing Bell s Kelly Evans in Squawk Box z Becky Quick.  Dvakrat ga je intervjuval Charlie Rose na PBS.  Prispeval je tudi članke za The Wall Street Journal, First Things, Forbes in Policy Review, revijo, ki jo je prej izdajal Hooverjev inštitut, v kateri je član upravnega odbora.  
V filmu Družbeno omrežje je Thiela upodobil Wallace Langham.  Film je po njegovem mnenju "napačen na več ravneh". .  
Thiel je bil navdih za lik Petra Gregoryja v seriji Silicijeva dolina na HBO.  Thiel je o Gregoryju dejal: »Všeč mi je bil [...] Mislim, da je ekscentričnost vedno boljša od zlobe.« .  
Jonas Lüscher je v intervjuju za Basellandschaftliche Zeitung izjavil, da je lik Tobiasa Erknerja v svojem romanu Kraft ("Sila") temeljil na Thielu. .  

### Novozelandsko državljanstvo
Thiel je bil po rojstvu nemški državljan, ameriški državljan pa je postal z naturalizacijo.  Novozelandsko državljanstvo je prejel na zasebni slovesnosti na novozelandskem konzulatu v Santa Monici v Kaliforniji avgusta 2011; njegov status državljanstva je bil javno objavljen šele leta 2017.    Thiel je državo obiskal štirikrat, preden je vložil prošnjo za državljanstvo,  pri čemer je skupno ostal 12 dni; tipična zahteva glede prebivanja je 1350 dni v petih letih.  Ko je vložil prošnjo, je Thiel izjavil, da nima namena živeti na Novi Zelandiji, kar je merilo za državljanstvo.  Takratni minister za notranje zadeve Nathan Guy je te običajne zahteve odpravil v skladu s klavzulo o "izjemnih okoliščinah" iz zakona o državljanstvu.   .  
Thielova vloga je navajala njegov prispevek k gospodarstvu – pred vlogo je v Aucklandu ustanovil sklad tveganega kapitala in vložil 7 milijonov dolarjev v dve lokalni podjetji – ter donacijo v višini 1 milijona dolarjev skladu za pomoč po potresu v Christchurchu leta 2011.  Rod Drury, ustanovitelj podjetja Xero, je prav tako navedel uradno referenco za Thielovo vlogo.  Kritiki so Thielov primer navedli kot primer, kako je mogoče kupiti novozelandske potne liste,   kar je novozelandska vlada zanikala.  Ko je bilo razkrito njegovo državljanstvo, je časopis The New Zealand Herald objavil poročilo, da imajo novozelandske obrambne sile, varnostno-obveščevalna služba in vladni urad za komunikacije in varnost dolgoletne povezave s Thielovim Palantirjem. 
Leta 2015 je Thiel kupil 193-hektar (477-akrov) veliko posestvo v bližini Wānake, ki je ustrezalo klasifikaciji "občutljivih zemljišč" in je od tujih kupcev zahtevalo pridobitev dovoljenja novozelandskega urada za čezmorske naložbe. Thiel dovoljenja ni potreboval, saj je bil državljan. .  

### Nagrade in priznanja
- Leta 2006 je Thiel prejel nagrado Hermana Laya za podjetništvo. [211]
- Leta 2007 ga je Svetovni gospodarski forum nagradil za mladega globalnega voditelja kot enega od 250 najuglednejših voditeljev, starih 40 let in manj. [212]
- 7. novembra 2009 je Thiel prejel častno diplomo gvatemalske Universidad Francisco Marroquin. [213]
- Leta 2012 je organizacija Students For Liberty, posvečena širjenju libertarnih idealov na univerzitetnih kampusih, Thielu podelila nagrado "Alumnus leta". [214]
- Februarja 2013 je Thiel prejel nagrado TechCrunchie za vlagatelja tveganega kapitala leta. [215]

## Knjige

### Mit raznolikosti
Leta 1995 je Neodvisni inštitut objavil knjigo Mit o raznolikosti: multikulturalizem in politika nestrpnosti na Stanfordu, ki jo je Thiel napisal skupaj s kolegom tehnološkim podjetnikom Davidom O. Sacksom, predgovor pa je napisala pokojna zgodovinarka z univerze Emory Elizabeth Fox-Genovese.  Knjiga kritizira politično korektnost in multikulturalizem v visokem šolstvu ter trdi, da je oslabil akademsko strogost. Spisi Thielove in Sacksove so bili deležni kritik takratne prorektorice Stanforda Condoleezze Rice in takratnega predsednika Stanforda Gerharda Casperja, ki sta Thielov in Sacksov pogled na Stanford opisala kot »karikaturo, ne pa opis našega učnega načrta za bruce«,  njun komentar pa kot »demagogijo, čisto in preprosto«. 
Leta 2016 se je Thiel opravičil za dve izjavi, ki ju je podal v knjigi: 1) »Namen gibanja za krizo posilstev je očitno tako obrekovanje moških kot ozaveščanje« in 2) »Ker pa obtožba o posilstvu v večkulturni skupnosti morda ne kaže nič drugega kot zapoznelo obžalovanje, lahko ženska naslednji dan ali celo veliko dni kasneje »spozna«, da je bila »posiljena«.« Izjavil je: »Pred več kot dvema desetletjema sem soavtor knjige z več neobčutljivimi, surovo argumentiranimi izjavami. Kot sem že rekel, si želim, da teh stvari ne bi nikoli napisal. Žal mi je za to. Posilstvo v vseh oblikah je zločin. Obžalujem, da sem napisal odlomke, ki so bili uporabljeni tako, da nakazujejo drugače.« 

### Od nič na eno
Spomladi 2012 je Thiel na Univerzi Stanford poučeval predmet CS 183: Startup.  Zapiski za tečaj, ki jih je pisal študent Blake Masters, so privedli do knjige z naslovom Od nič do ena : Zapiski o zagonskih podjetjih ali kako zgraditi prihodnost avtorjev Thiel in Masters, ki je izšla septembra 2014.    Thiel je kasneje podprl Mastersovo kampanjo na volitvah v senat Združenih držav Amerike leta 2022 v Arizoni in doniral več kot 10 milijonov dolarjev.  .  

## Druge publikacije
Leta 2009 je Thiel na blogu Cato Institute objavil esej Izobraževanje libertarca (The Education of a Libertarianc) v katerem pravi, da ne verjame več, da sta »svoboda in demokracija združljivi«.  Adam Rogers trdi, da je ta esej napovedoval projekt Ministrstva za vladno učinkovitost. .